# Contea di Castiglia
La contea di Castiglia fu formata dai territori orientali conquistati dai primi re delle Asturie e deve il nome al fatto che mano a mano che la reconquista procedeva, venivano costruiti dei castelli per la difesa dei territori conquistati.
Le prime conquiste avvennero in una zona che tradizionalmente veniva chiamata Bardulia (in quanto abitata da popolazioni preromaniche dette,  Barduli o Varduli, che originariamente abitavano i Paesi Baschi e poi si erano trasferiti ad ovest spinti dai Vasconi). Nel corso del IX secolo le terre conquistate vennero ripopolate con Goti, Vasconi, Cantabri, Mozarabi e popolazioni provenienti dalle Asturie. Dopo che i re delle Asturie, Alfonso II (759-842), che a seguito delle campagne di Carlo Magno in Spagna, a ovest dei Pirenei, aveva mantenuto contatti col re dei Franchi, inviando alcune delegazioni alla corte di Aquisgrana, e Ramiro I (791-850) avevano consolidato le conquiste strappate ad al-Andalus, Ordoño I (821-866), alla morte del padre, Ramiro I, ritenne di dover porre fine all'anarchia, nata tra i suoi vassalli castigliani, creando una contea che fu affidata al suo fratellastro, Rodrigo (?-873), che aveva anche il compito di coordinare la lotta contro il regno di Cordova.

## I primi conti di Castiglia

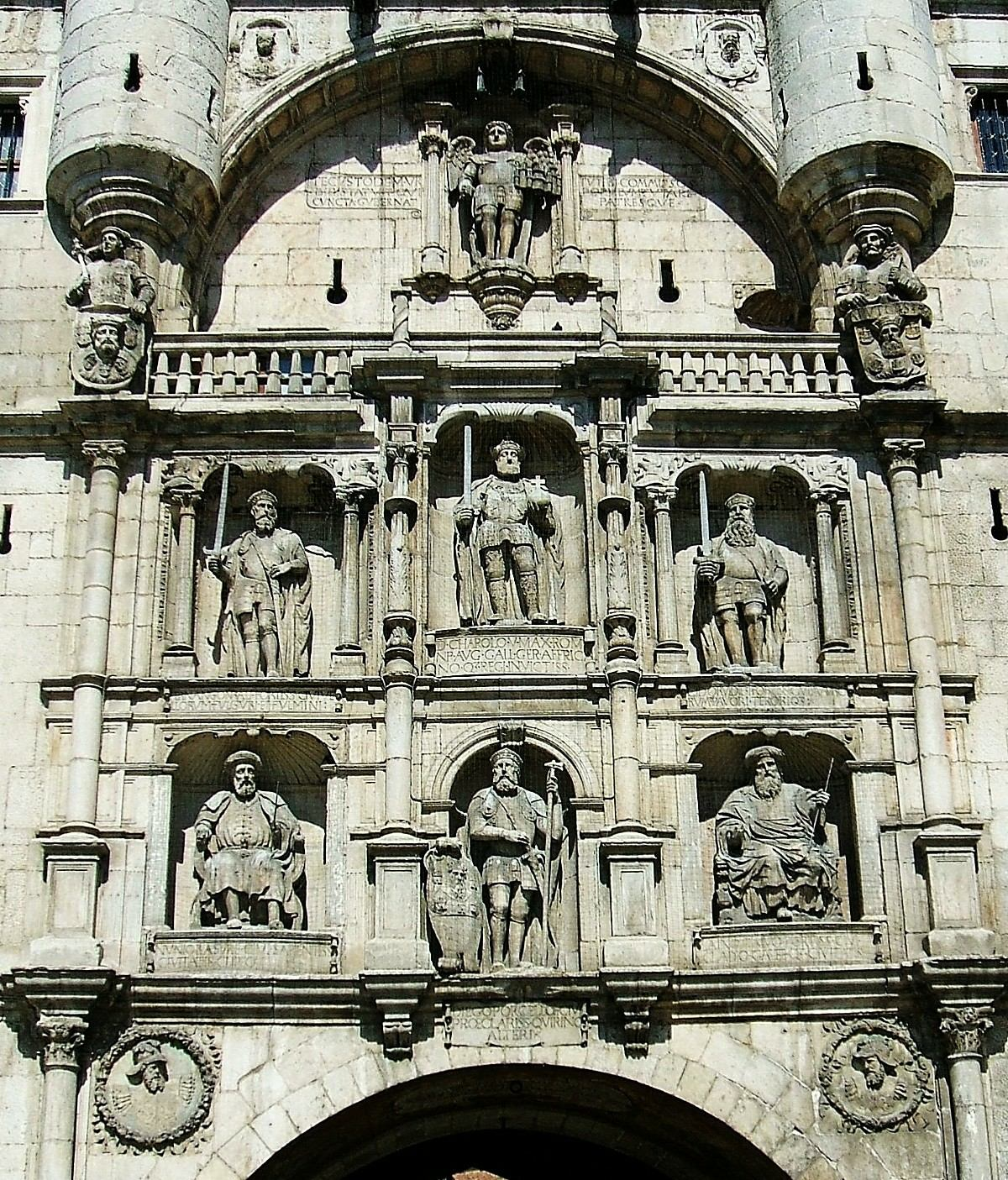
Dettaglio della facciata dellArco di Santa María di Burgos

Rodrigo combatté i Mori e ottenne alcuni successi, ma fu sconfitto a Bureba, dall'emiro di Cordova, Muḥammad I ibn ʿAbd al-Raḥmān, e la Reconquista fu fermata per molti anni.
Gli successe il figlio Diego Rodriguez Porcelos (?-885), che tra l'882 e l'884, ebbe il merito di ripopolare Burgos ed Ubierna. Di Burgos è considerato il fondatore, perché, eseguendo l'ordine del re delle Asturie, Alfonso III Magno (848-910), non solo ripopolò la zona ma su un piccolo villaggio preesistente, sulla riva del fiume Arlanzón costruì, nell'884, una piccola città circondata di mura.
Alla sua morte, la contea di Castiglia fu frazionata in diverse contee, rimanendo divisa sino al 932 circa, anno in cui fu nuovamente riunificata dal conte Fernán González.
Il titolo di conte di Castiglia fu ripreso da suo cognato, Nuño Nuñez (?-?) che, nell'899, dopo aver riunito alcune contee nate dal frazionamento, ridiede vita ad una contea di Castiglia, territorialmente ridotta.
In quel periodo si succedettero alla guida della contea (dal 909, vassalla del regno di León), Gonzalo Téllez (?-913), il conte di Burgos, Gonzalo Fernández (?-?) e poi Fernando Ansúrez (?-?) ed i conti di Burgos Nuño Fernández (?-?) e Gutier Núñez (?-?), che venivano sostituiti a seconda del re che si installava sul trono del León.

## Fernán González, e l'autonomia della contea di Castiglia

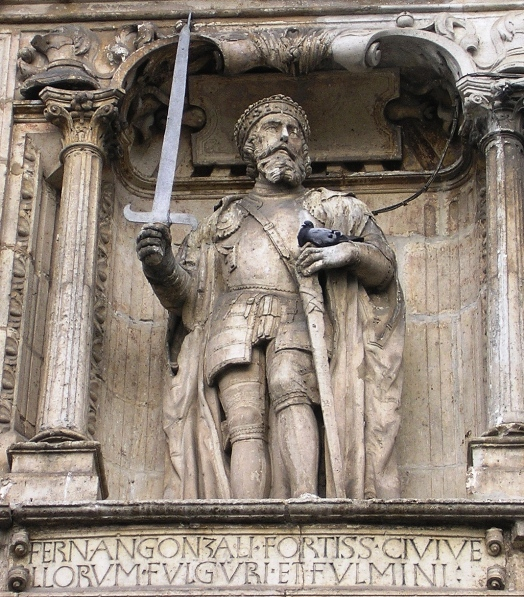
Scultura di Fernán González, nell'Arco de Santa María di Burgos

Nell'anno 929, Fernán González (?-970) appare nei documenti col titolo de conte di Lara, all'interno dell'organizzazione amministrativa della marca orientale del regno di León. Nel 931, Fernán González riuscì a riunire il governo dei contadi di Burgos, Lara, Lantarón, Cerezo e Álava e appare come conte di Castiglia, per la prima volta, in un documento del 932.
Dopo la battaglia di Simancas, vinta, nel 939, dalle truppe cristiane alleate contro ‘Abd al-Rahman III Fernán conquistò Sepúlveda e poi Riaza, le ripopolò (940), e cominciò ad agire come se fosse indipendente dal regno di León.
Fernán González, nel 943, si ribellò a Ramiro II di León (ca. 900-951), nel 944 fu imprigionato in León e Ansur Fernández (?-?), figlio del precedente conte di Castiglia, Fernando Ansurez, divenne conte di Castiglia. Ma dopo un solo anno di prigionia, Fernán González recuperò la contea e giurò fedeltà a Ramiro II.
Morto Ramiro II nel 951, il regno di León soffrì una crisi dinastica che Fernán González seppe sfruttare in suo favore. Inizialmente appoggiò Sancho il Grasso contro suo fratellastro Ordoño III di León, poi però riconobbe Ordoño, che era suo genero come re.
Sfruttò la politica matrimoniale per rinforzare la sua posizione tra i regni cristiani: sposò sua figlia Urraca Fernández, prima a Ordoño III, poi alla sua morte, la sposò a Ordoño IV e dopo la morte di quest'ultimo la sposò con Sancho II Garcés di Navarra.
Nel 963 trattò una tregua con al-Ḥakam II ibn ʿAbd al-Raḥmān, califfo di al-Andalus comportandosi come un sovrano indipendente e approfittando della debolezza del regno di León, Fernán González, pur rimanendo vassallo del regno di Leòn riuscì ad imporre l'indipendenza della Castiglia, trasformandola in una contea ereditaria, dal mar Cantabrico sino a sud del fiume Duero.
Infatti alla sua morte, la contea fu ereditata, assieme al titolo di conte, da suo figlio García Fernández (938-995).

## La contea autonoma
García Fernandez, pur continuando ad avere la più completa autonomia amministrativa ed indipendenza, riconobbe ai sovrani del León, una superiorità giuridica.
Per contrastare la pressione dei musulmani sulle frontiere della contea ampliò la base sociale promulgando le ordinanze dei cavalieri contadini di Castrojeriz, ma, nel 981 fu sconfitto dalle truppe di Almanzor nella battaglia di Tarancueña, vicino a Retortillo de Soria (Soria) e poi nella battaglia di Rueda, 40 km circa a SE di Simancas.
Nel 994, l'hajib di al-Andalus, Almanzor, appoggiò una rivolta contro di lui, di suo figlio, Sancho Garcés (965-1017), che gli successe, nel 995, continuando a riconoscere ai sovrani del León, una superiorità giuridica.
Nel 1000 Almanzor attaccò la Castiglia, e Sancho Garces chiese aiuto al re di Navarra, Garcia II Sanchez, e al re del León Alfonso V. Lo scontro avvenne, nel luglio del 1000, nella Provincia di Palencia, alla battaglia di Cervera de Pisuergase, che fu molto cruenta, con molti morti da ambo le parti, ma alla fine vide il successo dei Mori e la morte in battaglia del re di Navarra, Garcia II Sanchez.
Nel 1009, intervenne nella guerra civile tra gli omayyadi del califfato di Cordova, Sulaymān ibn al-Ḥakam, "al-Mustaʿīn", acclamato califfo dai Berberi, ed il califfo Muḥammad II (al-Mahdī) ibn Hishām, appoggiato dai mercenari dell'esercito, detti gli schiavi.
Appoggiò Sulaymān contro al-Mahdī ed in cambio ricevette diverse piazze sulla linea del Duero: Osma, San Esteban de Gormaz, Clunia, Berlanga de Duero, Sepúlveda, Peñafiel. Dopo la vittoria Cordova fu saccheggiata dai berberi e dai castigliani.
Sancho Garces concesse molti privilegi a diverse popolazioni della Castiglia e gli fu attribuito il soprannome di el de los Buenos Fueros (dalle buone leggi).
Alla sua morte, nel 1017, la contea fu ereditata, assieme al titolo di conte, da suo figlio García Sánchez (1010-1029), e durante la sua minore età la reggenza fu esercitata dalla prozia Urraca, badessa di Covarrubias, ma sotto il protettorato di suo cognato, il re di Navarra e di Aragona, Sancho III il Grande, che lo protesse dagli attacchi leonesi, per questioni territoriali.
Nel 1029, quando Garcia si recò a Leon per il matrimonio con Sancha, la figlia del re del León, Alfonso V, fu ucciso all'uscita dal palazzo reale, dove si era recato per conoscere la sua promessa sposa.
Alla sua morte, la contea passò alla sorella, Munia, ultima contessa di Castiglia, che la governò assieme al marito, il re di Navarra, Sancho il Grande, sino al 1032, quindi abdicò lasciando il titolo al marito.
Sancho assunse il titolo di re di Castiglia e, dal 1034, si fece chiamare Imperator Totus Hispaniae e con questo titolo batté moneta.